# انجمن قلم ایران در تبعید
انجمن قلم ایران (در تبعید)
همان گونه که همگان می‌دانند دو نهاد «کانون نویسندگان ایران در تبعید» و «انجمن قلم ایران در تبعید»، در راستای دفاع همه‌جانبه از آزادی اندیشه و بیان فعالیت می‌کنند و هرکدام درعرصه ویژه‌ای کارکرد دارند. در واقع این دو نهاد، یکی در عرصه حضور مردم ایران و دیگری در زمینه حضور مردم جهان و در پیوند و همکاری با نویسندگان کشورهای دیگر جهان و پن جهانی، به دفاع از آزادی اندیشه و بیان می‌پردازند.
از این رو طرح پیشنهادهایی برای فعال تر شدن بیشتر انجمن قلم ایران (در تبعید) در این شرایط، به ویژه می‌تواند در بازتاب جهانی سرکوب آزادی‌ها در جمهوری اسلامی مؤثر باشد و توجه نویسندگان و مردم جهان را به وضعیت خطیر آزادی‌ها در ایران جلب کند. در حال حاضر ریاست انجمن قلم ایران در (تبعید) به عهده بهرام رحمانی می‌باشد
.